# Piet Heinstraat (Den Haag)

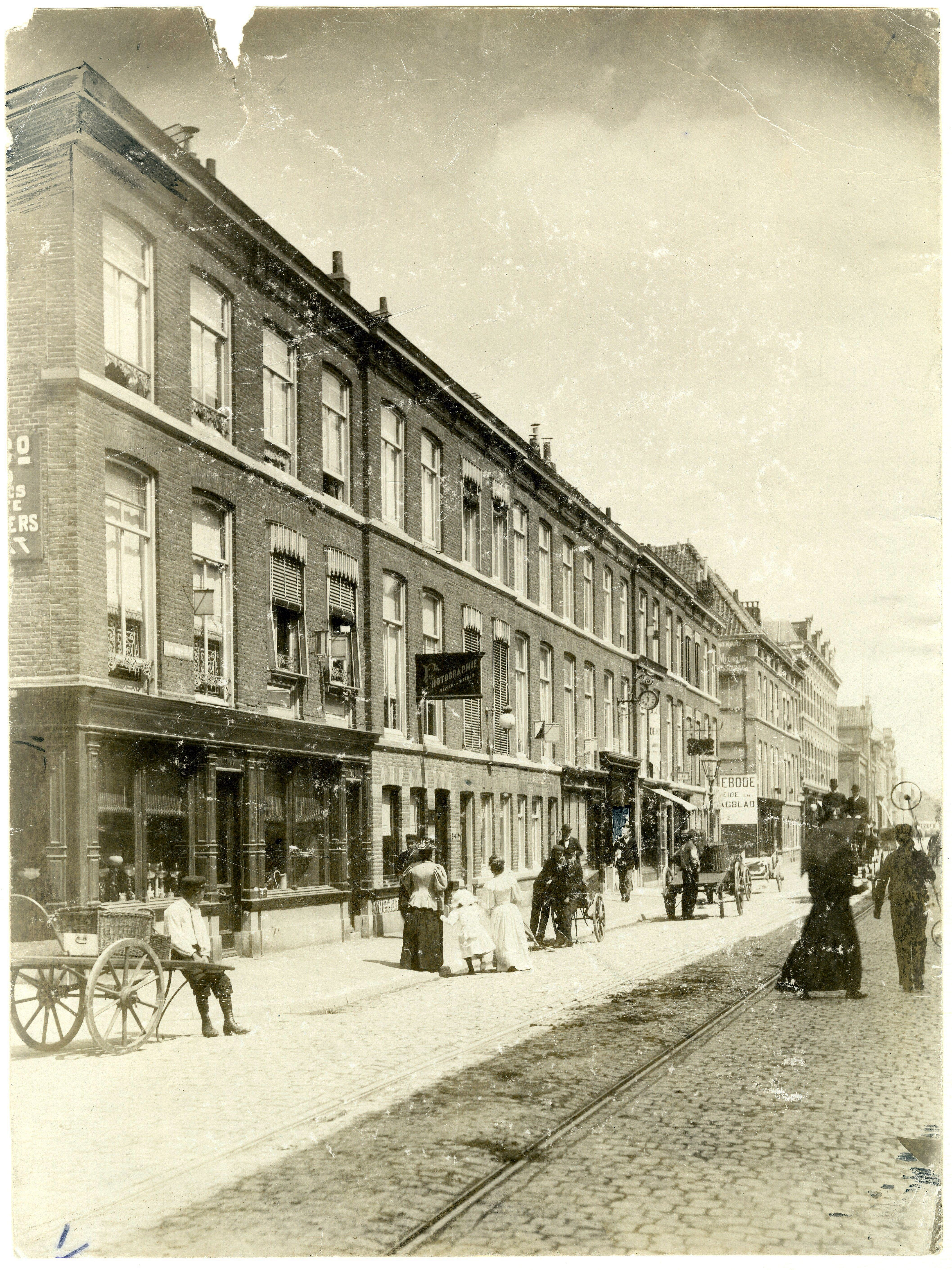
Piet Heinstraat, Den Haag, gezien vanaf de Barentszstraat richting het Piet Heinplein (ca. 1895)

De Piet Heinstraat en het Piet Heinplein liggen in het Zeeheldenkwartier in Den Haag. Ze zijn genoemd naar de zeevaarder Piet Hein.
Het Piet Heinplein ligt vlak bij de westelijke punt van de Paleistuin en is in 1901 ontstaan nadat enkele bruggen werden afgebroken en de waterwegen overkluisd. De Piet Heinstraat loopt vanaf het plein in westelijke richting, het verlengde heet de Witte de Withstraat. Het is vooral een winkelstraat.
Het Zeeheldenkwartier ligt buiten het centrum van Den Haag, net buiten de singels van de stad, op een veengebied dat vroeger ‘t Kleine Veentje heette. 

## Trams
In 1887 kwam er een paardentramlijn door de straat te rijden. In 1906 werd dit de elektrische lijn 3. In 1928 verlaat lijn 3 deze route. In 1906 ging ook lijn 5 hier rijden. In 1928 kwam lijn 20 er bij. Zij allen reden hier alleen in de richting van de Weimarstraat. In de andere richting werd via de Elandstraat gereden. In 1948 werd lijn 20 vernummerd in lijn 2 (3e). De eerste tramlijn 2 (1906-1937) reed pal langs het Piet Heinplein, en werd voorafgegaan door de paardentram (1880-1906). In 1963 werden lijn 2 & 5 opgeheven. Sindsdien is het Piet Heinplein en omgeving tramloos.